# Luzzu

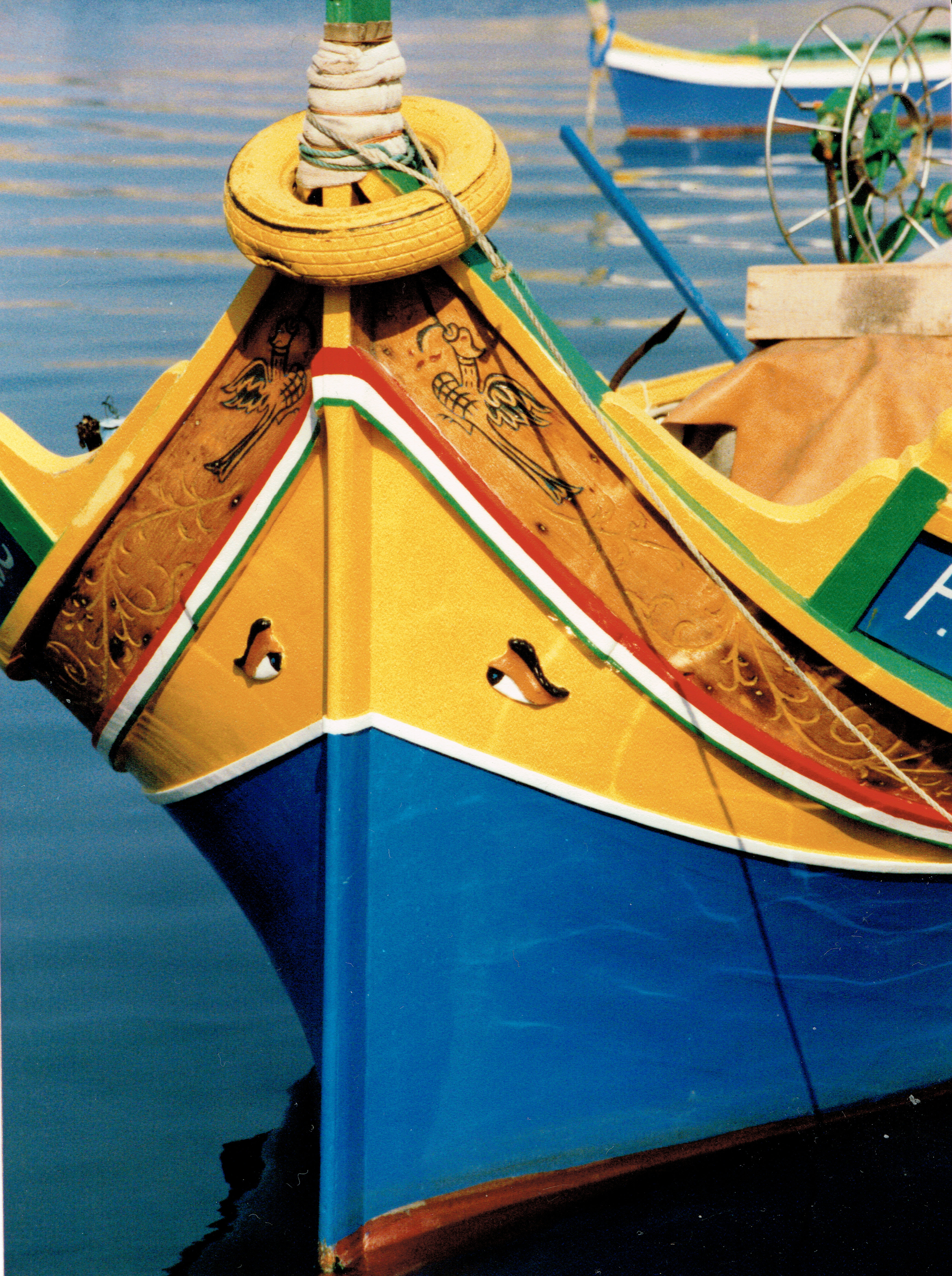
Un luzzu maltés.

Un luzzu es una embarcación de pesca tradicional del archipiélago maltés. 
Tradicionalmente están pintados en colores vivos amarillos, azules, rojos y verdes y a cada lado de la proa llevan un Ojo de Osiris. Esta decoración proviene de una antigua costumbre fenicia, que también practicaban los griegos. Los ojos se supone que alejan los malos espíritus y dan buena suerte a los pescadores.
El luzzu, como la otra embarcación maltesa, el dghajsa, se remonta a época fenicia y su supervivencia hasta nuestros días se ha debido a sus cualidades de resistencia y estabilidad, incluso con mal tiempo. Originalmente, el luzzu estaba equipado con vela, aunque modernamente lo habitual es verlo equipado con motor. Dispone de doble casco y existe una variedad, el kajjik que aunque similar en apariencia se distingue por tener el espejo cuadrado.
Dentro del archipiélago maltés, en el puerto de Marsaxlokk es donde se encuentra el mayor número de estas embarcaciones.
El luzzu es uno de los símbolos de Malta y se lo puede encontrar en el reverso de las antiguas monedas, liras maltesas, en las series de 1979-89 y en el Escudo de armas maltés que fue aprobado el 11 de julio de 1975.